# Washington County Museum of Fine Arts

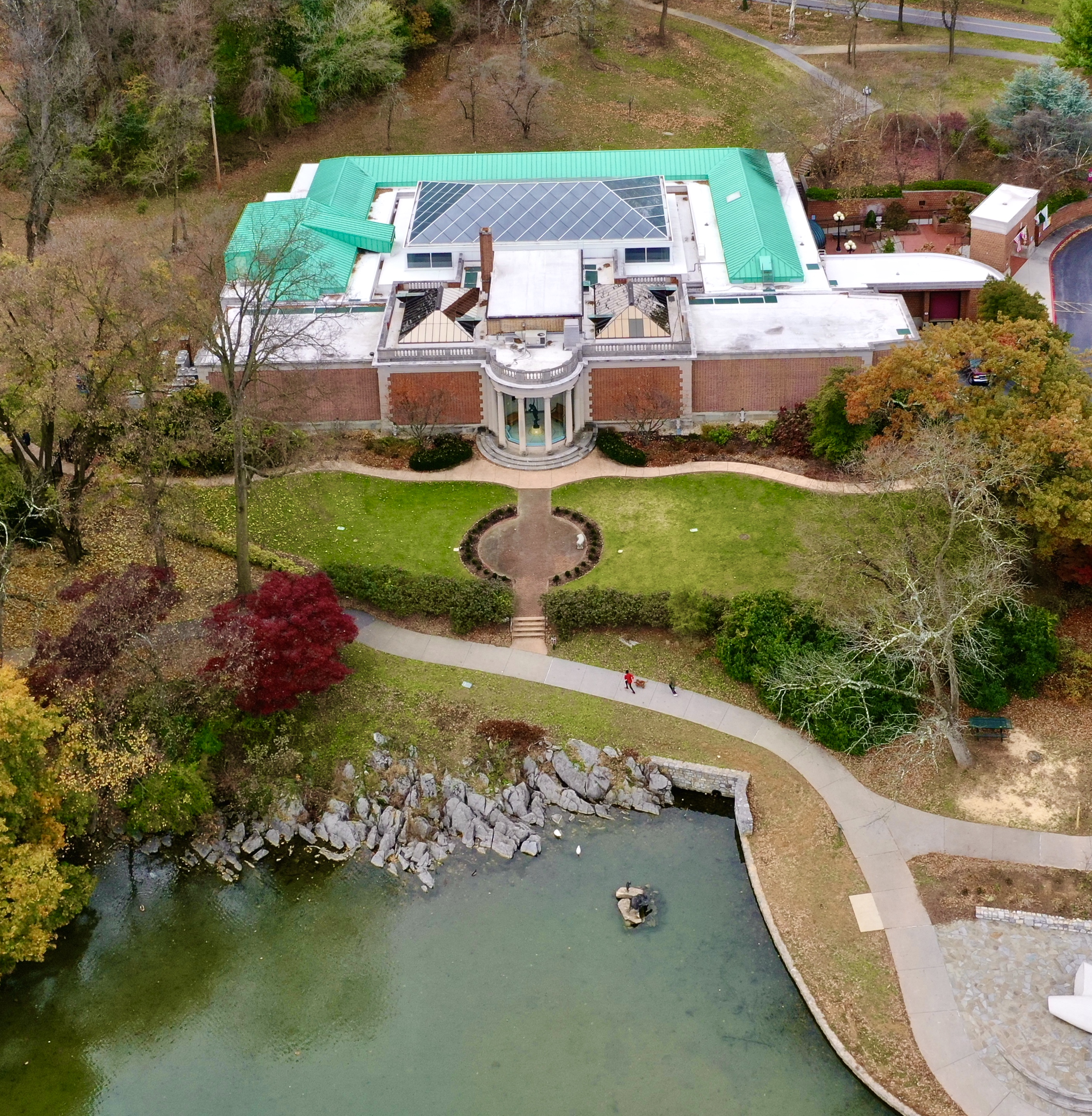
Washington County Museum of Fine Arts, 2019

Das Washington County Museum of Fine Arts (WCMFA) ist ein Kunstmuseum in Hagerstown, Maryland, USA. Das Gebäude befindet sich am Park Circle und bildet das Zentrum des Hagerstown City Park.

## Geschichte
Das Museum wurde 1929 von dem Ehepaar Anna Brugh Singer und William Henry Singer Jr. gestiftet. 
Als das Ehepaar Singer in Annas Heimatstadt Hagerstown in Maryland ein Kunstmuseum errichten wollte, begannen sie, gezielter über den Aufbau einer Sammlung nachzudenken. Ursprünglich waren die Singers keinem Sammelplan gefolgt, sondern tätigten Kunstkäufe, um ihre Häuser in Laren und Olden mit europäischen und asiatischen Kunstwerken und Gemälden auszustatten. Sie sammelten vor allem bildende Kunst aus dem 19. Jahrhundert. An zeitgenössischer Kunst beschränkten sie sich hauptsächlich auf Künstler aus ihrem eigenen sozialen Umfeld, deren Werke ihnen gefielen oder die sie finanziell unterstützen wollten. Unterstützt wurden sie unter anderem durch den Kunsthändler Joop Siedenburgh, der sowohl in Amsterdam als auch in New York Antiquitätenläden hatte. 1931 wurde das Museum in Hagerstown fertiggestellt, für das die Singers über hundert Werke ihrer Sammlung amerikanischer und europäischer Kunst zur Verfügung stellten und das Museumsgebäude finanzierten. 1949 wurde das Museum um zwei Flügel erweitert. 

## Architektur
Das ursprüngliche Museumsgebäude wurde vom New Yorker Architekturbüro Hyde & Shepherd im neogotischen Stil entworfen. Es besteht aus rotem Backstein mit Elementen aus lokalem Kalkstein. Im Jahr 1949 wurde das Museum um zwei Flügel erweitert, die von Anna Singer im Gedenken an ihren verstorbenen Mann finanziert wurden.  

## Sammlung

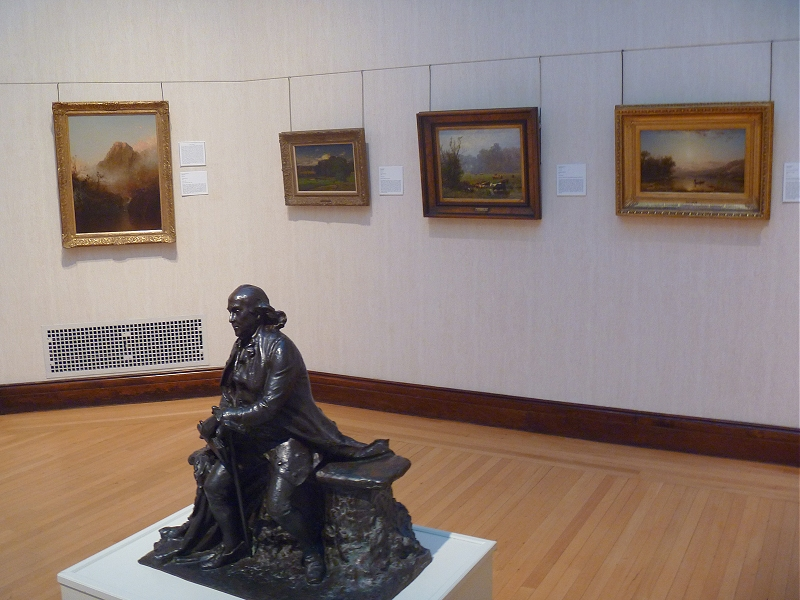
Hudson River School Painters: Thomas Cole, George Innes, Frederic Edwin Church, Albert Bierstadt

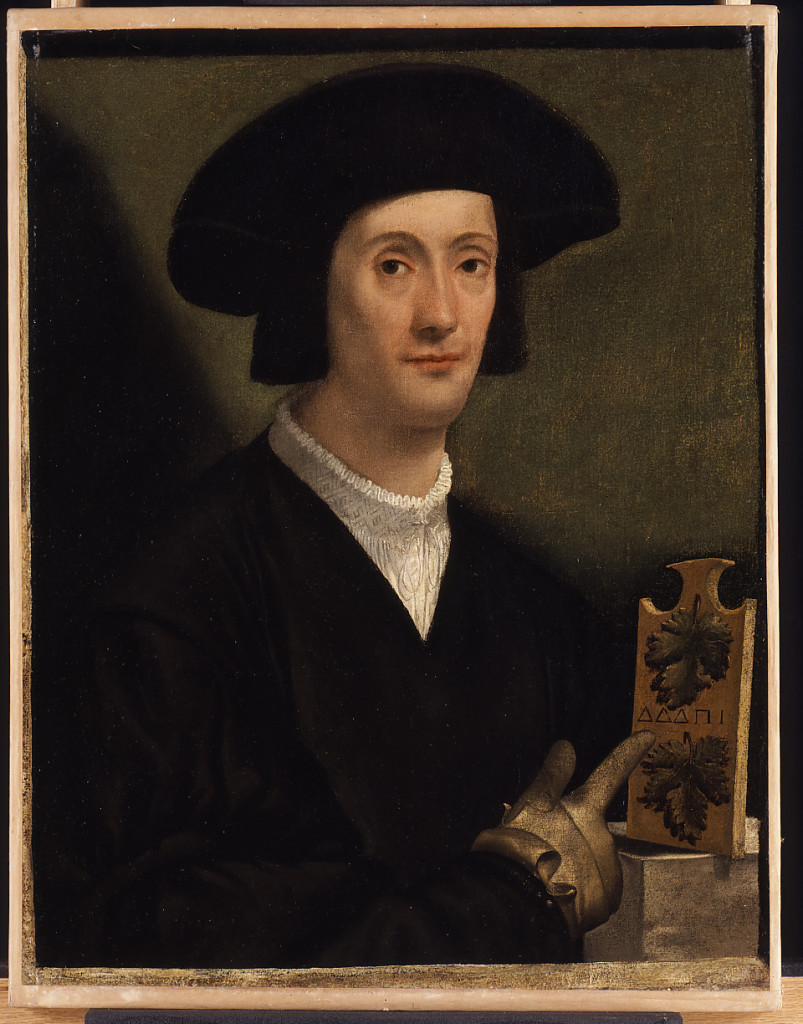
Timoteo Viti (Urbino 1469–1523): Selbstporträt

Die Sammlung des WCMFA umfasst mehr als 6000 Kunstwerke, darunter Werke amerikanischer Künstler des 19. und frühen 20. Jahrhunderts wie Thomas Cole, Thomas Moran, Frederic Edwin Church und Childe Hassam. Darüber hinaus besitzt das Museum Werke europäischer, asiatischer und afrikanischer Kunst sowie dekorative Kunstgegenstände von Tiffany und Lalique. Die Kunstwerke werden in vier Galerien ausgestellt:
- Schreiber Gallery: Europäische Alte Meister. Die Gemälde Alter Meister sind ein wesentlicher Bestandteil der Sammlung des Museums, darunter Werke von Giovanni Mazone, Timoteo Viti und Pierre Mignard.
- Smith Gallery: Die herausragende Sammlung amerikanischer Kunst des 19. Jahrhunderts umfasst unter anderem Werke von Thomas Cole, Frederic Church, Albert Bierstadt, Thomas Moran, Robert Spear Dunning und John Gutzon Borglum.
- Singer Memorial Gallery: Die Singer Memorial Gallery wurde 1949 von der Museumsgründerin Anna Brugh Singer (1873–1962) aus Hagerstown zu Ehren ihres Mannes,  William Henry Singer, Jr., eingerichtet. Die Singers stifteten dem Museum mehr als 100 Objekte aus ihrer umfangreichen Kunstsammlung, die die Geschichte ihres Lebens als amerikanische Auswanderer in Norwegen und als Kunstsammler erzählen und gleichzeitig überzeugende und bedeutende Werke präsentieren, die amerikanische, niederländische und französische Tendenzen des späten 19. Jahrhunderts widerspiegeln. Zu den Künstlern zählen Willard Metcalf, Childe Hassam, Adolphe Monticelli, Gustave Courbet und Auguste Rodin.
- Kerstein Gallery: The Eight bis zur Abstraktion: Modernismus und Innovation. Diese Sammlung amerikanischer Malerei umfasst Künstler wie John Sloan, Robert Henri, George Luks, William Glackens, Hugo Ballin, Philip Guston, Robert Goodnough, Gene Davis und Grace Hartigan.